# Alfred Zesiger
Alfred Zesiger (* 1882; † 7. Juli 1929) war ein Schweizer Historiker und Redaktor.
Zesiger promovierte zum Dr. phil. und arbeitete von 1910 bis 1914 als Adjunkt des Staatsarchivs des Kantons Bern. Von 1919 bis 1920 war er Redaktor des Historisch-Biographischen Lexikons der Schweiz in Neuenburg. Er verfasste mehrere Publikationen zu den bernischen Gesellschaften und Zünften, eine Anthologie zu Rudolf Münger sowie das Mittelleuen-Büchlein (1919). Sein Nachlass befindet sich in der Burgerbibliothek Bern.

## Schriften
- Die Gesellschaft zu Mittelleuen. In: Neues Berner Taschenbuch auf das Jahr 1908, S. 199–299, doi:10.5169/seals-128331
- Die Gesellschaft zu den Zimmerleuten. Festschrift auf die Einweihung des neuen Gesellschafthauses am 15. Okt. 1909, Bern 1909.
- Alfred Zesiger: Die erste Schlacht bei Villmergen am 14./24. Januar 1656. In: Anzeiger für Schweizerische Geschichte. Neue Folge 10, 1909, S. 464–472 und 477–490.
- Die Gesellschaft zu den Webern, Bern 1914.
- Alfred Zesiger: Wehrordnungen und Bürgerkriege im 17. und 18. Jahrhundert. In: Schweizer Kriegsgeschichte. Heft 7. Bern 1918, S. 16–29.
- Vom Essen und vom Trinken der alten Berner. In:  Blätter für bernische Geschichte, Kunst und Altertumskunde, Bd. 21 (1925), S. 263–272.
- Die Pest in Bern. In: Blätter für bernische Geschichte, Kunst und Altertum, Heft 4, XIV. Jahrgang, Dezember 1918 (online).